# جيمس كينت هاميلتون
جيمس كينت هاميلتون (بالإنجليزية: James Kent Hamilton)‏ هو محامي وسياسي أمريكي، ولد في 17 مايو 1839 بميلان في الولايات المتحدة، وتوفي في 29 ديسمبر 1918 بتوليدو في الولايات المتحدة. حزبياً، نشط في الحزب الجمهوري.